# Dmitri Royster
Dmitri,  inițial Robert Roscoe Royster, (n. 2 noiembrie 1923, Teague, Texas; d. 28 august 2011, Dallas) a fost cleric al Bisericii Ortodoxe din America, care a îndeplinit funcția de arhiepiscop al Episcopiei de Dalles și de Sud (1978-2009). De asemenea, a condus și Exarhatul Mexicului (1972-2008).

## Viața
Robert Royster s-a născut într-o evlavioasă familie baptistă și s-a convertit la ortodoxie în 1941. A studiat între 1941 - 1943 la Universitatea Texas. Începând din 1943 a servit în Armata Americană ca traducător de limba japoneză sub conducerea generalului Douglas MacArthur. După terminarea serviciului militar și-a completat studiile universitare, a obținut titlul de Master of Arts în limba spaniolă și a devenit profesor de literatură spaniolă.

### Cariera bisericească
În 1954 a fost hirotonit preot ortodox și a păstorit Parohia Sf. Serafim din Dallas până în 1969. La 29 iunie 1969 a fost numit episcop-vicar al Eparhiei de San Francisco și de Vest (în engleză Diocese of San Francisco and the West), iar din 1970 a fost episcop-vicar al mitropolitului Irineu la Washington. 
În 1978 a fost numit episcop al Eparhiei de Sud (în engleză Diocese of Dallas and the South). Această episcopie își exercita jurisdicția asupra comunităților Bisericii Ortodoxe din America din 14 state aflate în sudul Statelor Unite ale Americii: Alabama, Arkansas, Carolina de Nord, Carolina de Sud, Florida, Georgia, Kentucky, Louisiana, Mississippi, New Mexico, Oklahoma, Tennessee, Texas și Virginia. În 1993 a primit titlul de arhiepiscop. Datorită vechimii în slujirea episcopală a fost întâistătătorul Bisericii Ortodoxe din America până în 12 noiembrie 2008. S-a retras din funcție la 31 martie 2009, din cauza vârstei înaintate.
După retragere, a continuat să locuiască la Dallas, unde a murit la 28 august 2011.

## Opera
- The Parables, St. Vladimir's Seminary Press. New York City 1996.  ISBN 0-88141-067-5.
- The Miracles of Christ, St. Vladimir's Seminary Press. New York City 1999. ISBN 0-88141-193-0.
- The Epistle to the Hebrews: A Commentary, St. Vladimir's Seminary Press. New York City 2003. ISBN 0-88141-247-3.